# Jean-Baptiste Martin (peintre)
Pour les articles homonymes, voir Jean-Baptiste Martin et Martin.
Jean-Baptiste Martin, surnommé « Martin des batailles » ou encore « Martin des Gobelins », est un peintre français né en 1659 à Paris où il est mort en 1735.
Peintre du roi et directeur de la manufacture des Gobelins, il était spécialisé dans les scènes de bataille.

## Biographie
Ayant étudié auprès du mathématicien Philippe de La Hyre, puis l'art des fortifications, il est envoyé comme dessinateur auprès de Sébastien Le Prestre de Vauban. Celui-ci le recommande à Louis XIV qui lui attribue une pension et collabore avec Adam François van der Meulen en tant que premier peintre des conquêtes du roi. Le suit les batailles du roi à partir de 1688. Il le nomme par la suite directeur de la manufacture royale de tapisserie des Gobelins succédant ainsi à son maître van der Meulen, décédé en 1690. Il peint alors une grande partie des peintures décoratives du château de Versailles et d'autres châteaux royaux, représentant les batailles du roi. Le duc Léopold Ier de Lorraine fait appel à lui. Il réorganise la manufacture de tapisserie de Nancy et réalise par ailleurs une série de vingt peintures consacrée à Charles V pour la galerie du château de Lunéville.
Son frère Pierre-Denis Martin (1663-1742) dit « Martin le jeune » est lui aussi un peintre, élève de van der Meulen, qui s'est spécialisé dans la représentation de châteaux royaux. Le fils de Jean-Baptiste, Jean-Baptiste II appelé aussi « Jean-Baptiste le jeune » ou « Martin le fils », est lui aussi peintre et graveur, collaborateur de son père et de son oncle.

## Liste des œuvres

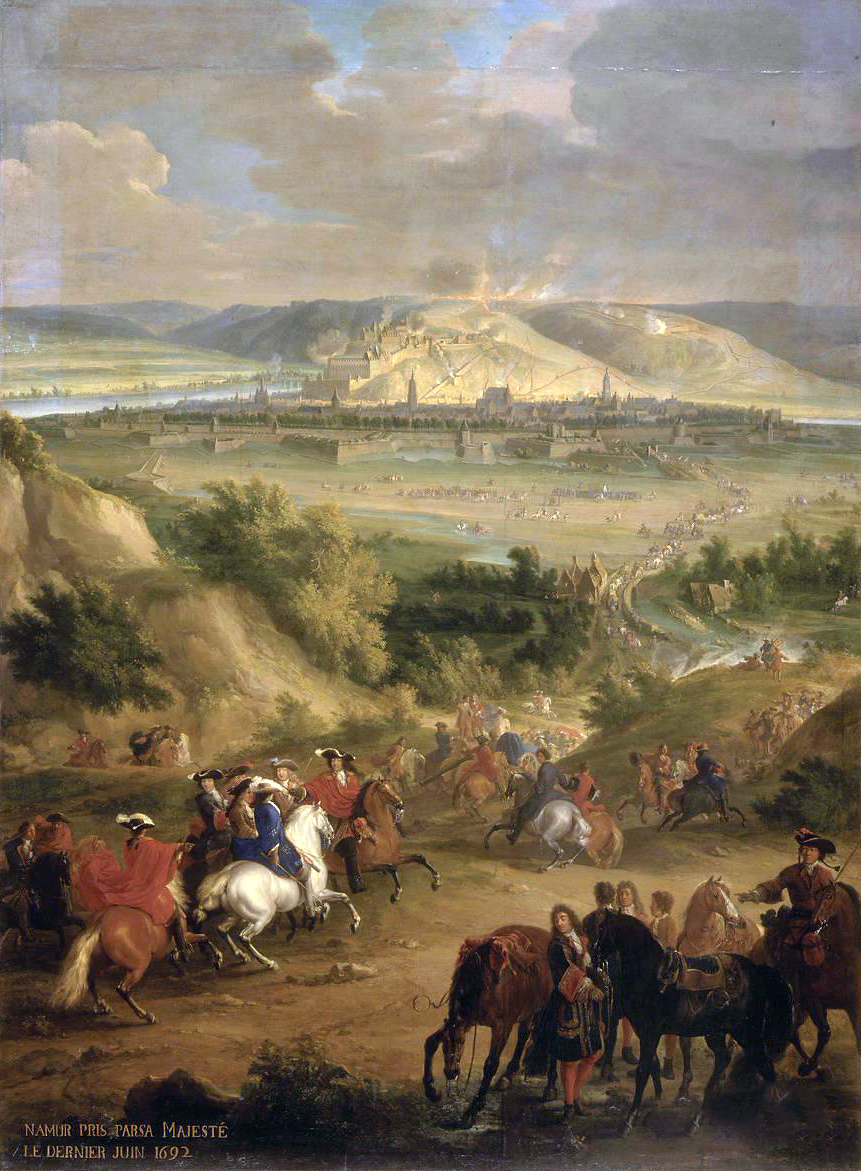
Le Siège de Namur (1692), peinture destinée au château de Marly, musée d'art et d'archéologie du Périgord, Périgueux.

- Un siège, musée des beaux-arts de Marseille[2]
- La Ville et le Siège d'Aire, galerie des actions de Monsieur le Prince, musée Condé, Chantilly[3]
- La Ville et le Siège de Senef, galerie des actions de Monsieur le Prince, musée Condé, Chantilly[4]
- Arrivée de Louis XIV au camp devant Maastricht (1673), 1690, huile sur toile, 53 x 97 cm, musée des Beaux-Arts d’Orléans[5]
- La Prise de Dinant sur la Meuse (1675), 1690, huile sur toile, 53 x 96 cm, musée des Beaux-Arts d’Orléans[6]
- Paysage animé de soldats avec un canal et une écluse, 1690, huile sur toile, 44 x 53 cm, musée des Beaux-Arts d’Orléans[7]
- Le Prince de Condé à la bataille de Seneffe, fin XVIIe –début du XVIIIe siècle, huile sur toile, 68 x 83 cm, musée des Beaux-Arts d’Orléans[8]
- Le Siège de Namur, 1692, peinture destinée au château de Marly, musée d'art et d'archéologie du Périgord, Périgueux[9].
- Entrée de Louis XIV à Ypres, musée de la Chartreuse de Douai[10]
- Assemblée ordinaire de l’Académie royale de peinture & sculpture, entre 1710 et 1720, musée du Louvre[11]
- Siège de Belgrade, après 1717, musée des beaux-arts de Rouen[12]
- Sacre de Louis XV, 25 octobre 1722, 1735, château de Versailles[13]
- Le pont des Tourelles d'Orléans.
- Réunion des États généraux du Languedoc en 1704, (1709) château de Vogüé
- Ensemble de 12 dessins de batailles dans les collections du Musée Albertina de Vienne (Autriche)